# Veronica Mars (film)
A Veronica Mars (eredeti cím: Veronica Mars) 2014-ben bemutatott amerikai bűnügyi dráma-vígjáték, amely az azonos című, 2004 és 2007 között futott televíziós sorozaton alapul. 
A filmet a sorozat megalkotója, Rob Thomas írta és rendezte. A címszerepben ismét Kristen Bell látható, további szerepekben Jason Dohring, Francis Capra, Krysten Ritter, Percy Daggs III, Tina Majorino, Ryan Hansen, Chris Lowell és Enrico Colantoni tűnik fel.

## Cselekmény
A film 9 évvel a műsor vége után játszódik. Veronica (Bell) visszatér otthonába, Neptune-ba, hogy kinyomozza, ki ölte meg korábbi osztálytársát és barátnőjét, Carrie Bishop-ot (Andrea Estella). A probléma ott gyökerezik, hogy Veronica korábbi barátját, Logan Echollst (Dohring) gyanúsítják Carrie meggyilkolásával.

## Szereplők
- Kristen Bell – Veronica Mars
- Jason Dohring – Logan Echolls
- Krysten Ritter – Gia Goodman
- Ryan Hansen – Dick Casablancas
- Francis Capra – Eli "Weevil" Navarro
- Percy Daggs III – Wallace Fennel
- Chris Lowell – Stosh "Piz" Pizarski
- Tina Majorino – Cindy "Mac" Mackenzie
- Enrico Colantoni – Keith Mars
- Gaby Hoffmann – Ruby Jetson
- Jerry O’Connell – Dan Lamb seriff
- Brandon Hillock – Jerry Sacks
- Martin Starr – Stu "Cobb" Cobbler
- Ken Marino – Vinnie Van Lowe
- Max Greenfield – Leo D'Amato
- Amanda Noret – Madison Sinclair
- Daran Norris – Cliff McCormack
- Andrea Estella – Carrie Bishop
- Sam Huntington – Luke Haldeman
- Duane Daniels – Van Clemmons igazgató
- Jonathan Chesner – Corny
- Jessica Camacho – Martina Vasquez
- Kevin Sheridan – Sean Friedrich
- Lisa Thornhill – Celeste Kane
- Christine Lakin – Susan Knight
- Jamie Lee Curtis – Gayle Buckley

## Fogadtatás
A Veronica Mars 3,5 millió dolláros bevételt hozott a mozipénztáraknál. A Rotten Tomatoes oldalon 79%-os értékelést ért el a film, 125 vélemény alapján, míg a Metacritic oldalán 100-ból 62 pontot szerzett, 35 kritikus véleményét összegezve. A PORT.hu-n pedig 5.4 ponton áll a film, 36 szavazat alapján.